# Hustadvika
Hustadvika is een gemeente in de Noorse provincie Møre og Romsdal. De gemeente ontstond in 2020 door de fusie van de gemeenten Eide en Fræna. Hustadvika telt ruim 13.000 inwoners (2019).
Ålesund · Aukra · Aure · Averøy ·  Fjord · Giske · Gjemnes · Haram · Hareid · Herøy · Hustadvika · Kristiansund ·  Molde · Ørsta · Rauma · Sande · Smøla · Stranda · Sula · Sunndal · Surnadal · Sykkylven · Tingvoll · Ulstein · Vanylven · Vestnes · Volda

Fylker van Noorwegen